# 오이도역 휠체어리프트 추락 사고
오이도역 휠체어리프트 추락 사고는 2001년 1월 22일 오이도역에서 장애인용 리프트를 이용하다가 추락하여 한 장애인이 사망한 사건이다.

## 사고
2001년 1월 22일, 설을 맞아 역귀성을 하였던 노부부는 막내아들 집에 있다가 상계동에 있는 큰아들 집에 가기 위해 오이도역으로 향하고 있었다. 당시 3급 장애인이었던 할머니는 할아버지와 함께 2층에 위치한 역사로 올라가기 위하여 장애인용 리프트를 탑승하였고, 리프트가 2층에 도착하자 리프트에서 내리려고 했다. 이때 리프트를 지탱하는 철심이 끊어졌으며 노부부는 그대로 7m 아래로 추락했다.
역무원들은 사고 즉시 119에 신고하였으나, 이송된 시화병원에서 감당할 수 없는 수준이었기 때문에 다시 인천 길병원으로 이송되었으며, 결국 할머니는 길병원에서 치료 중 사망하였다. 당시 오이도역은 개통된 지 1년도 채 안 된 역이었기에 당연히 장애인용 리프트도 신형이었으므로 노후화 문제는 아니었다. 그 와중에 철도청과 관계부처들은 할머니가 사망하기 까지 9시간 동안 사고 사실을 신고 혹은 보고조차 하지 않았으며 그 사이 사고현장을 수습해서 사고원인 규명을 어렵게 만들어 버렸다. 장애인 단체들은 “오이도역 장애인 수직 리프트 추락 참사 대책위원회”를 구성하고 진상규명을 요구하였으며 이를 계기로 장애인 이동권 연대 투쟁이 시작되었다.

## 같이 보기
- 신길역 휠체어 추락 사고